# Patrick O'Bryant
Patrick Fitzgerald O'Bryant (Oskaloosa, 20 giugno 1986) è un ex cestista statunitense con cittadinanza centrafricana.

## Carriera
È stato selezionato dai Golden State Warriors al primo giro del Draft NBA 2006 (9ª scelta assoluta).